# 蚌埠公交117路
蚌埠公交117路，是中国安徽省蚌埠市的一条公交线路，由华海商城站开往蚌埠学院站。现由蚌埠市公共交通集团有限公司运营、管理。

## 概述
该线路是从蚌埠华海商城出发，到蚌埠蚌埠学院的分段计价有人售票线路。途中共经过体育场,二实小,新新家园,紫荆名流,万方水晶城等22个站点。是蚌埠交通网络中不可缺少的一部分。由蚌埠市公共交通集团有限公司运营、管理。

## 历史
1990年代，蚌埠公交公司开通了17路公交，是现117路的前身。

2017年7月，蚌埠公交集团租赁安凯HFF6129G03EV-1型12米纯电动空调车投入117路。

## 站点

### 途经站
华海商城、延安路·体育路（单边）-二七文化宫-二实小-新新家苑-紫荆名流-万方水晶城-马场湖货场-雪华乡铁路立交-宏业二村-铁路中学-蚌医二附院-宏业路·兰凌路（单边）-财大商学院-职教中心-市政府北-市政府东-市检察院-市中级人民法院-龙湖大桥东-绿地国际花都-安徽财大东门-蚌埠医学院-龙湖春天-蚌埠电子信息学院-蚌埠学院

### 换乘站
- 东海大道·曹山路 ： 126路 127路 138路 微2路
- 龙湖大桥东 ： 126路  127路 138路 微2路 207路 222路
- 财大商学院 ： 105路 129路
- 职教中心 ： 105路 107路 129路 微2路
- 解放路·涂山路 ：  208路[1][2][3]